# Alan Jouban
Alan Michael Jouban (Lafayette, 25 de novembro de 1982) é um ex-lutador de artes marciais mistas que competia pela categoria dos meio-médios.

## Início
Jouban começou a treinar Muay Thai em 2005 porque ele sempre quis aprender a lutar, o que o levou a praticar o MMA. Ele também é faixa marrom de Jiu-Jitsu do treinador Eddie Bravo além de ser o campeão Meio Médio do Fight Club OC.

## Carreira no MMA

### Início no MMA
Jouban fez sua primeira luta amadora em 26 de março de 2010, e ganhou nocauteando seu adversário Dustin Chevalier em apenas 14 segundos do primeiro round. Ele fez sua primeira luta profissional em 8 de fevereiro de 2011 contra Kyle Griffin, vencendo com um nocaute aos 15 segundos com uma joelhada no primeiro round.

### Ultimate Fighting Championship
Jouban fez sua estreia no UFC em 16 de agosto de 2014 contra Seth Baczynski no UFC Fight Night 47. Jouban venceu por nocaute no primeiro round. A luta acirrada entre os dois lhes renderam o prêmio de Luta da Noite.
Jouban enfrentou o brasileiro Warlley Alves em 8 de Novembro de 2014 no UFC Fight Night: Shogun vs. St. Preux. Ele foi derrotado por decisão unânime em uma decisão polêmica em uma luta muito equilibrada.
Jouban enfrentou o australiano Richard Walsh em 28 de Fevereiro de 2015 no UFC 184 e venceu por nocaute técnico no primeiro round.
Logo após sua luta anterior, o UFC anunciou que Jouban enfrentaria o veterano Brian Ebersole em 6 de Junho de 2015 no UFC Fight Night: Cormier vs. Bader. No entanto, uma lesão tirou Jouban do evento e ele foi substituído por Omari Akhmedov.
Jouban enfrentou Matt Dwyer em 15 de Julho de 2015 no UFC Fight Night: Mir vs. Duffee e o venceu por decisão unânime.
Ele enfrentou Albert Tumenov em 3 de Outubro de 2015 no UFC 192 e foi derrotado por nocaute técnico ainda no primeiro round.
Jouban enfrentou o australiano Brendan O'Reilly em 19 de Março de 2016 no UFC Fight Night: Hunt vs. Mir, ele venceu o combate por nocaute ainda no primeiro round.
Jouban enfrentou o compatriota Belal Muhammad em 07 de Julho de 2016 no UFC Fight Night: dos Anjos vs. Alvarez, ele venceu o combate por decisão unânime, o embate rendeu o prêmio de "Luta da Noite".
Jouban enfrentou Mike Perry em 17 de Dezembro de 2016 no UFC on Fox: VanZant vs. Waterson. Ele venceu por decisão unânime.
Jouban enfrentou o islandês Gunnar Nelson em 18 de Março de 2017 no UFC Fight Night: Manuwa vs. Anderson. Jouban foi finalizado com uma guilhotina no segundo round.

## Vida pessoal
Jouban foi para University of Louisiana em sua cidade natal de Lafayette, Louisiana por alguns semestres, mas saiu antes de terminar uma licenciatura. Antes de assinar com o UFC, Jouban era modelo profissional e também apareceu em vários comerciais de televisão.

## Títulos e realizações

### Artes marciais mistas
- Ultimate Fighting Championship
  - Luta da Noite (Quatro vezes)

## Cartel no MMA
| Cartel no MMA   |             |            |
| 24 lutas        | 17 vitórias | 7 derrotas |
| Por nocaute     | 11          | 3          |
| Por finalização | 0           | 1          |
| Por decisão     | 6           | 3          |

| Res.    | Cartel | Oponente            | Método                                | Evento                                      | Data       | Round | Tempo | Local                    | Notas                           |
| ------- | ------ | ------------------- | ------------------------------------- | ------------------------------------------- | ---------- | ----- | ----- | ------------------------ | ------------------------------- |
| Vitória | 17-7   | Jared Gooden        | Decisão (unânime)                     | UFC 255: Figueiredo vs. Perez               | 21/11/2020 | 3     | 5:00  | Las Vegas, Nevada        |                                 |
| Derrota | 16-7   | Dwight Grant        | Decisão (dividida)                    | UFC 236: Holloway vs. Poirier 2             | 13/04/2019 | 3     | 5:00  | Atlanta, Geórgia         |                                 |
| Vitória | 16-6   | Ben Saunders        | Nocaute (chute na perna e soco)       | UFC on Fox: Emmett vs. Stephens             | 24/02/2018 | 2     | 2:38  | Orlando, Flórida         | Luta da Noite.                  |
| Derrota | 15-6   | Niko Price          | Nocaute Técnico (socos)               | UFC Fight Night: Pettis vs. Moreno          | 05/08/2017 | 1     | 1:44  | Cidade do México         |                                 |
| Derrota | 15-5   | Gunnar Nelson       | Finalização (guilhotina)              | UFC Fight Night: Manuwa vs. Anderson        | 18/03/2017 | 2     | 0:46  | Londres                  |                                 |
| Vitória | 15-4   | Mike Perry          | Decisão (unânime)                     | UFC on Fox: VanZant vs. Waterson            | 17/12/2016 | 3     | 5:00  | Sacramento, Califórnia   |                                 |
| Vitória | 14-4   | Belal Muhammad      | Decisão (unânime)                     | UFC Fight Night: dos Anjos vs. Alvarez      | 07/07/2016 | 3     | 5:00  | Las Vegas, Nevada        | Luta da Noite.                  |
| Vitória | 13-4   | Brendan O'Reilly    | Nocaute Técnico (cotoveladas e socos) | UFC Fight Night: Hunt vs. Mir               | 19/03/2016 | 1     | 2:15  | Brisbane                 |                                 |
| Derrota | 12-4   | Albert Tumenov      | Nocaute (chute na cabeça e socos)     | UFC 192: Cormier vs. Gustafsson             | 03/10/2015 | 1     | 2:55  | Houston, Texas           |                                 |
| Vitória | 12-3   | Matt Dwyer          | Decisão (unânime)                     | UFC Fight Night: Mir vs. Duffee             | 15/07/2015 | 3     | 5:00  | San Diego, Califórnia    | Luta da Noite.                  |
| Vitória | 11-3   | Richard Walsh       | Nocaute Técnico (cotovelada e socos)  | UFC 184: Rousey vs. Zingano                 | 28/02/2015 | 1     | 2:19  | Los Angeles, Califórnia  |                                 |
| Derrota | 10-3   | Warlley Alves       | Decisão (unânime)                     | UFC Fight Night: Shogun vs. St. Preux       | 08/11/2014 | 3     | 5:00  | Uberlândia, Minas Gerais |                                 |
| Vitória | 10-2   | Seth Baczynski      | Nocaute (soco)                        | UFC Fight Night: Bader vs. St. Preux        | 16/08/2014 | 1     | 4:23  | Bangor, Maine            | Estreia no UFC; Luta da Noite   |
| Vitória | 9-2    | Ricky Legere Jr.    | Decisão (dividida)                    | RFA 15 - Casey vs. Sanchez                  | 06/06/2014 | 3     | 5:00  | Culver City, California  |                                 |
| Vitória | 8-2    | Armando Montoya Jr. | Nocaute (soco)                        | RFA 14 - Manzanares vs. Maranhao            | 11/04/2014 | 2     | 3:33  | Cheyenne, Wyoming        |                                 |
| Derrota | 7-2    | Mike Rhodes         | Decisão (unânime)                     | RFA 10 - Rhodes vs. Jouban                  | 25/10/2013 | 5     | 5:00  | Des Moines, Iowa         | Pelo Cinturão Meio Médio do RFA |
| Vitória | 7-1    | Chris Spang         | Nocaute Técnico (socos)               | RFA 9 - Munhoz vs. Curran                   | 16/08/2013 | 3     | 1:23  | Los Angeles, Califórnia  |                                 |
| Vitória | 6-1    | Rigo Oropeza        | Nocaute Técnico (socos)               | Fight Club OC - Rumble on the Range         | 16/05/2013 | 1     | 1:54  | Burbank, Califórnia      |                                 |
| Vitória | 5-1    | Cameron Mayer       | Nocaute (soco)                        | USA MMA - Stacked 2                         | 16/06/2012 | 1     | 1:24  | Baton Rouge, Louisiana   |                                 |
| Vitória | 4-1    | Daniel McWilliams   | Finalização (golpes)                  | National Fight Alliance - Valley Invasion 2 | 06/04/2012 | 1     | 0:46  | Los Angeles, Califórnia  |                                 |
| Vitória | 3-1    | D.J. Roberson       | Decisão (unânime)                     | SF 20 - Shark Fights 20                     | 15/10/2011 | 3     | 5:00  | Laughlin, Nevada         |                                 |
| Vitória | 2-1    | Andrew Goldthwaite  | Nocaute (socos)                       | Shark Fights 17 - Horwich vs. Rosholt 2     | 15/07/2011 | 3     | 2:37  | Frisco, Texas            |                                 |
| Derrota | 1-1    | Chidi Njokuani      | Nocaute (chute no corpo)              | TPF 9 - The Contenders                      | 06/05/2011 | 3     | 1:27  | Lemoore, Califórnia      |                                 |
| Vitória | 1-0    | Kyle Griffin        | Nocaute (joelhada)                    | Tachi Palace Fights 8 - All or Nothing      | 18/02/2011 | 1     | 0:15  | Lemoore, Califórnia      |                                 |